# Grand Prix Formule 1 van Abu Dhabi 2015
De Grand Prix Formule 1 van Abu Dhabi 2015 werd gehouden op 29 november 2015 op het Yas Marina Circuit. Het was de negentiende en laatste race van het kampioenschap.

## Wedstrijdverslag

### Kwalificatie
Nico Rosberg behaalde voor Mercedes zijn zevende pole position van het seizoen en zijn zesde op rij door teamgenoot Lewis Hamilton te verslaan. Kimi Räikkönen kwalificeerde zich voor Ferrari als derde, nadat zijn teamgenoot Sebastian Vettel niet door Q1 kwam door een verkeerde inschatting van de coureur en zijn team. Sergio Pérez werd voor Force India vierde, voor de Red Bull van Daniel Ricciardo en de Williams van Valtteri Bottas. De zevende plaats was voor de andere Force India van Nico Hülkenberg, één positie hoger dan de andere Williams van Felipe Massa. De top 10 werd afgesloten door Red Bull-coureur Daniil Kvjat en de Toro Rosso van Carlos Sainz jr.
Na afloop van de kwalificatie kreeg Marussia-coureur Will Stevens een gridstraf van vijf plaatsen omdat hij zijn versnellingsbak moest wisselen. Ook in de Lotus van Romain Grosjean moest een nieuwe versnellingsbak geplaatst worden, waardoor ook hij vijf startplaatsen straf kreeg. De andere Manor van Roberto Merhi moest verplicht uit de pitstraat starten omdat er in het parc fermé aan zijn auto werd gewerkt.

### Race
De race werd gewonnen door Nico Rosberg, die zijn zesde overwinning van het seizoen en zijn derde op rij behaalde. Zijn teamgenoot Lewis Hamilton en Kimi Räikkönen maakten het podium compleet. Sebastian Vettel wist door een slimme strategie op te klimmen naar de vierde plaats, nadat hij vanaf positie 15 startte. In de laatste ronden moest hij hiervoor de als vijfde en zesde geëindigde Sergio Pérez en Daniel Ricciardo inhalen. Nico Hülkenberg eindigde als zevende, voor Felipe Massa. Romain Grosjean reed ook een goede inhaalrace, nadat hij vanaf de achttiende plaats de race moest starten, eindigde hij als negende. Enkele ronden voor het einde haalde hij Daniil Kvjat in, die de top 10 afsloot.

## Vrije trainingen
- Er wordt enkel de top 5 weergegeven.

| Vrije training 1 | Pos | No | Coureur          | Constructeur         | Tijd     |
| ---------------- | --- | -- | ---------------- | -------------------- | -------- |
| Vrije training 1 | 1   | 44 | Lewis Hamilton   | Mercedes             | 1:43.754 |
| Vrije training 1 | 2   | 6  | Nico Rosberg     | Mercedes             | 1:43.895 |
| Vrije training 1 | 3   | 7  | Kimi Räikkönen   | Ferrari              | 1:44.500 |
| Vrije training 1 | 4   | 26 | Daniil Kvjat     | Red Bull-Renault     | 1:44.702 |
| Vrije training 1 | 5   | 5  | Sebastian Vettel | Ferrari              | 1:44.742 |
| Vrije training 2 | Pos | No | Coureur          | Constructeur         | Tijd     |
| Vrije training 2 | 1   | 6  | Nico Rosberg     | Mercedes             | 1:41.983 |
| Vrije training 2 | 2   | 44 | Lewis Hamilton   | Mercedes             | 1:42.121 |
| Vrije training 2 | 3   | 11 | Sergio Pérez     | Force India-Mercedes | 1:42.610 |
| Vrije training 2 | 4   | 3  | Daniel Ricciardo | Red Bull-Renault     | 1:42.647 |
| Vrije training 2 | 5   | 5  | Sebastian Vettel | Ferrari              | 1:42.717 |
| Vrije training 3 | Pos | No | Coureur          | Constructeur         | Tijd     |
| Vrije training 3 | 1   | 6  | Nico Rosberg     | Mercedes             | 1:41.856 |
| Vrije training 3 | 2   | 44 | Lewis Hamilton   | Mercedes             | 1:42.137 |
| Vrije training 3 | 3   | 5  | Sebastian Vettel | Ferrari              | 1:42.185 |
| Vrije training 3 | 4   | 11 | Sergio Pérez     | Force India-Mercedes | 1:42.448 |
| Vrije training 3 | 5   | 7  | Kimi Räikkönen   | Ferrari              | 1:42.627 |

Testcoureurs:
 Jolyon Palmer (Lotus-Mercedes, P18)

## Kwalificatie
| Pos                 | No | Coureur          | Constructeur         | Q1       | Q2        | Q3       | Grid |
| ------------------- | -- | ---------------- | -------------------- | -------- | --------- | -------- | ---- |
| 1                   | 6  | Nico Rosberg     | Mercedes             | 1:41.111 | 1:40.979  | 1:40.237 | 1    |
| 2                   | 44 | Lewis Hamilton   | Mercedes             | 1:40.974 | 1:40.758  | 1:40.614 | 2    |
| 3                   | 7  | Kimi Räikkönen   | Ferrari              | 1:42.500 | 1:41.612  | 1:41.051 | 3    |
| 4                   | 11 | Sergio Pérez     | Force India-Mercedes | 1:41.983 | 1:41.560  | 1:41.184 | 4    |
| 5                   | 3  | Daniel Ricciardo | Red Bull-Renault     | 1:42.275 | 1:41.830  | 1:41.444 | 5    |
| 6                   | 77 | Valtteri Bottas  | Williams-Mercedes    | 1:42.608 | 1:41.868  | 1:41.656 | 6    |
| 7                   | 27 | Nico Hülkenberg  | Force India-Mercedes | 1:41.996 | 1:41.925  | 1:41.686 | 7    |
| 8                   | 19 | Felipe Massa     | Williams-Mercedes    | 1:42.303 | 1:42.349  | 1:41.759 | 8    |
| 9                   | 26 | Daniil Kvjat     | Red Bull-Renault     | 1:42.540 | 1:42.328  | 1:41.933 | 9    |
| 10                  | 55 | Carlos Sainz jr. | Toro Rosso-Renault   | 1:42.911 | 1:42.482  | 1:42.708 | 10   |
| 11                  | 33 | Max Verstappen   | Toro Rosso-Renault   | 1:42.889 | 1:42.521  |          | 11   |
| 12                  | 22 | Jenson Button    | McLaren-Honda        | 1:42.570 | 1:42.668  |          | 12   |
| 13                  | 13 | Pastor Maldonado | Lotus-Mercedes       | 1:42.929 | 1:42.807  |          | 13   |
| 14                  | 12 | Felipe Nasr      | Sauber-Ferrari       | 1:42.896 | 1:43.614  |          | 14   |
| 15                  | 8  | Romain Grosjean  | Lotus-Mercedes       | 1:42.585 | geen tijd |          | 18   |
| 16                  | 5  | Sebastian Vettel | Ferrari              | 1:42.941 |           |          | 15   |
| 17                  | 14 | Fernando Alonso  | McLaren-Honda        | 1:43.187 |           |          | 16   |
| 18                  | 9  | Marcus Ericsson  | Sauber-Ferrari       | 1:43.838 |           |          | 17   |
| 19                  | 28 | Will Stevens     | Marussia-Ferrari     | 1:46.297 |           |          | 19   |
| 20                  | 98 | Roberto Merhi    | Marussia-Ferrari     | 1:47.434 |           |          | Pit  |
| 107% tijd: 1:48.042 |    |                  |                      |          |           |          |      |

## Race
| Pos | No | Coureur          | Constructeur         | Rondes | Tijd/Oorzaak uitval | Grid | Punten |
| --- | -- | ---------------- | -------------------- | ------ | ------------------- | ---- | ------ |
| 1   | 6  | Nico Rosberg     | Mercedes             | 55     | 1:38:30.175         | 1    | 25     |
| 2   | 44 | Lewis Hamilton   | Mercedes             | 55     | +8.217              | 2    | 18     |
| 3   | 7  | Kimi Räikkönen   | Ferrari              | 55     | +19.430             | 3    | 15     |
| 4   | 5  | Sebastian Vettel | Ferrari              | 55     | +43.735             | 15   | 12     |
| 5   | 11 | Sergio Pérez     | Force India-Mercedes | 55     | +1:03.952           | 4    | 10     |
| 6   | 3  | Daniel Ricciardo | Red Bull-Renault     | 55     | +1:05.010           | 5    | 8      |
| 7   | 27 | Nico Hülkenberg  | Force India-Mercedes | 55     | +1:33.618           | 7    | 6      |
| 8   | 19 | Felipe Massa     | Williams-Mercedes    | 55     | +1:37.751           | 8    | 4      |
| 9   | 8  | Romain Grosjean  | Lotus-Mercedes       | 55     | +1:38.201           | 18   | 2      |
| 10  | 26 | Daniil Kvjat     | Red Bull-Renault     | 55     | +1:42.371           | 9    | 1      |
| 11  | 55 | Carlos Sainz jr. | Toro Rosso-Renault   | 55     | +1:43.525           | 10   |        |
| 12  | 22 | Jenson Button    | McLaren-Honda        | 54     | +1 ronde            | 12   |        |
| 13  | 77 | Valtteri Bottas  | Williams-Mercedes    | 54     | +1 ronde            | 6    |        |
| 14  | 9  | Marcus Ericsson  | Sauber-Ferrari       | 54     | +1 ronde            | 17   |        |
| 15  | 12 | Felipe Nasr      | Sauber-Ferrari       | 54     | +1 ronde            | 14   |        |
| 16  | 33 | Max Verstappen   | Toro Rosso-Renault   | 54     | +1 ronde            | 11   |        |
| 17  | 14 | Fernando Alonso  | McLaren-Honda        | 53     | +2 ronden           | 16   |        |
| 18  | 28 | Will Stevens     | Marussia-Ferrari     | 52     | +3 ronden           | 19   |        |
| 19  | 98 | Roberto Merhi    | Marussia-Ferrari     | 52     | +3 ronden           | Pit  |        |
| DNF | 13 | Pastor Maldonado | Lotus-Mercedes       | 0      | Ongeluk             | 13   |        |

## Eindstanden na de Grand Prix

### Coureurs
| Positie | Nummer | Rijder           | Team              | Punten |
| ------- | ------ | ---------------- | ----------------- | ------ |
| 1       | 44     | Lewis Hamilton   | Mercedes          | 381    |
| 2       | 6      | Nico Rosberg     | Mercedes          | 322    |
| 3       | 5      | Sebastian Vettel | Ferrari           | 278    |
| 4       | 7      | Kimi Räikkönen   | Ferrari           | 150    |
| 5       | 77     | Valtteri Bottas  | Williams-Mercedes | 136    |

### Constructeurs
| Positie | Team                 | Punten |
| ------- | -------------------- | ------ |
| 1       | Mercedes             | 703    |
| 2       | Ferrari              | 428    |
| 3       | Williams-Mercedes    | 257    |
| 4       | Red Bull-Renault     | 187    |
| 5       | Force India-Mercedes | 136    |